# Kung Fu Records
Kung Fu Records é uma gravadora independente dos Estados Unidos fundada em 1996 pelos músicos Joe Escalante e Warren Fitzgerald, membros do The Vandals. A gravadora, fundada na cidade de Seal Beach, estado da Califórnia, atualmente localiza-se em Los Angeles, também na Califórnia.

## Artistas

### Atuais
- Audio Karate
- The God Awfuls
- Sweet and Tender Hooligans
- Useless ID
- The Vandals
- Versus the World

### Passados
- Blink-182
- MxPx
- The Chinkees
- Bigwig
- Antifreeze
- Apocalypse Hoboken
- Assorted Jelly Beans
- The Ataris
- Josh Freese
- Kenneth Keith Kallenbach
- Longfellow
- Ozma
- Mi6
- Tsunami Bomb
- Underminded